# Muskarinski acetilholinski receptor M3
Muskarinski acetilholinski receptor M3 (muskarinski holinergijski receptor 3) je muskarinski acetilholinski receptor. On je kodiran humanim genom .
M3 muskarinski receptori su locirani na mnogim mestima u telu, npr. glatkim mišićima, endokrinim žlezdama, eksokrinim žlezdama, kao i u plućima. Oni su isto tako zastupljeni u CNS-s, gde indukuju povraćanje. Oni generalno uzrokuju kontrakcije glatkih mišića i povišenje glandularnih sekrecija.
Oni ne reaguju na  i .

## Mehanizam
Poput M1 muskarinskog receptora, M3 receptori su spregnuti sa G proteinima klase , koji stimulišu izražavanje fosfolipaze C i, te signalnog puta inozitol trisfosfata i intracelularnog kalcijuma. Kalcijumska funkcija kod kičmenjaka isto tako obuhvata aktivaciju proteinske kinaze C i njene efekte.

## Dejstva

### Glatki mišići
M3 receptor je -spregnut i posreduje povišenje intracelularnog kalcijuma. Is tog razloga on tipično uzrokuje konstrikciju glatkih mišića, kao što je primećeno tokom bronhokonstrikcije. Međutim, u pogledu krvnih sudova, aktiviranje M3 receptora na vaskularnim endotelnim ćelijama izaziva povišenu sintezu azot-monoksida, koji putem difuzije prodire u susedne ćelije vaskularnih mišića i uzrokuje njihovu relaksaciju i vazodilataciju, čime se objašnjava paradoksni efekat parasimpatomimetika na vaskularni ton i bronhiolarni ton. Direktna stimulacija M3 receptora u vaskularnim glatkim mišićima posreduje vasokonstrikciju u patologijama u kojima je vaskularni endotel poremećen.

### Drugo
M3 receptori su ito tako locirani u mnogim žlezdama, endokrinim i eksokrinim, gde pomažu stimulaciju sekrecije pljuvačnih i drugih žlezda.
Druga dejstva su:
- povećanje sekrecije iz želuca
- akomodacija oka

## Agonisti
Visoko selektivni M3 agonisti nisu dostupni. Znatan broj neselektivnih muskarinskih agonista je aktivan na M3.
- acetilholin
- betanehol
- karbahol[4]
- -689,660 (mešoviti M1/M3 agonist)
- oksotremorin[4]
- pilokarpin (u oku)

## Antagonisti
- atropin[4]
- (1,1-dimetil-4-difenilacetoksipiperidinijum jodid)
- (estar 8-Metil-8-azabiciklo-3-endo[1.2.3]okt-3-il-1,4-dihidro-2-okso-3(2H)-kvinazolinkarboksilne kiseline)
- dicikloverin[4]
- J-104,129 ((aR)-a-ciklopentil-a-hidroksi-N-[1-(4-metil-3-pentenil)-4-piperidinil]benzenacetamid)
- -031,120 ((3R,2'R)-enantiomer of EA-3167)
- tolterodin[4]
- oksibutinin[4]
- ipratropijum[4]
- darifenacin
- tiotropijum
- zamifenacin ((3R)-1-[2-(1-,3-Benzodioksol-5-il)etil]-3-(difenilmetoksi)piperidin)

## Literatura
- Goyal RK; Underhill, Lisa H.; Goyal, Raj K. (1989). „Muscarinic receptor subtypes. Physiology and clinical implications.”. N. Engl. J. Med. 321 (15): 1022—9. PMID 2674717. doi:10.1056/NEJM198910123211506.
- Eglen RM, Reddy H, Watson N, Challiss RA (1994). „Muscarinic acetylcholine receptor subtypes in smooth muscle.”. Trends Pharmacol. Sci. 15 (4): 114—9. PMID 8016895. doi:10.1016/0165-6147(94)90047-7.
- Brann MR; Ellis J; Jørgensen H;  . (1994). „Muscarinic acetylcholine receptor subtypes: localization and structure/function.”. Prog. Brain Res. 98: 121—7. PMID 8248499. doi:10.1016/S0079-6123(08)62388-2.
- Gutkind JS, Novotny EA, Brann MR, Robbins KC (1991). „Muscarinic acetylcholine receptor subtypes as agonist-dependent oncogenes.”. Proc. Natl. Acad. Sci. U.S.A. 88 (11): 4703—7. PMC 51734 . PMID 1905013. doi:10.1073/pnas.88.11.4703.
- Ashkenazi A, Ramachandran J, Capon DJ (1989). „Acetylcholine analogue stimulates DNA synthesis in brain-derived cells via specific muscarinic receptor subtypes.”. Nature. 340 (6229): 146—50. PMID 2739737. doi:10.1038/340146a0.
- Bonner TI, Buckley NJ, Young AC, Brann MR (1987). „Identification of a family of muscarinic acetylcholine receptor genes.”. Science. 237 (4814): 527—32. PMID 3037705. doi:10.1126/science.3037705.
- Bonner TI, Young AC, Brann MR, Buckley NJ (1990). „Cloning and expression of the human and rat m5 muscarinic acetylcholine receptor genes.”. Neuron. 1 (5): 403—10. PMID 3272174. doi:10.1016/0896-6273(88)90190-0.
- Peralta EG; Ashkenazi A; Winslow JW;  . (1988). „Distinct primary structures, ligand-binding properties and tissue-specific expression of four human muscarinic acetylcholine receptors.”. EMBO J. 6 (13): 3923—9. PMC 553870 . PMID 3443095.
- Blin N, Yun J, Wess J (1995). „Mapping of single amino acid residues required for selective activation of Gq/11 by the m3 muscarinic acetylcholine receptor.”. J. Biol. Chem. 270 (30): 17741—8. PMID 7629074. doi:10.1074/jbc.270.30.17741.
- Crespo P; Xu N; Daniotti JL;  . (1994). „Signaling through transforming G protein-coupled receptors in NIH 3T3 cells involves c-Raf activation. Evidence for a protein kinase C-independent pathway.”. J. Biol. Chem. 269 (33): 21103—9. PMID 8063729.
- Haga K; Kameyama K; Haga T;  . (1996). „Phosphorylation of human m1 muscarinic acetylcholine receptors by G protein-coupled receptor kinase 2 and protein kinase C.”. J. Biol. Chem. 271 (5): 2776—82. PMID 8576254. doi:10.1074/jbc.271.5.2776.
- Szekeres PG, Koenig JA, Edwardson JM (1998). „The relationship between agonist intrinsic activity and the rate of endocytosis of muscarinic receptors in a human neuroblastoma cell line.”. Mol. Pharmacol. 53 (4): 759—65. PMID 9547368.
- von der Kammer H; Mayhaus M; Albrecht C;  . (1998). „Muscarinic acetylcholine receptors activate expression of the EGR gene family of transcription factors.”. J. Biol. Chem. 273 (23): 14538—44. PMID 9603968. doi:10.1074/jbc.273.23.14538.
- Ndoye A; Buchli R; Greenberg B;  . (1998). „Identification and mapping of keratinocyte muscarinic acetylcholine receptor subtypes in human epidermis.”. J. Invest. Dermatol. 111 (3): 410—6. PMID 9740233. doi:10.1046/j.1523-1747.1998.00299.x.
- Goodchild RE; Court JA; Hobson I;  . (1999). „Distribution of histamine H3-receptor binding in the normal human basal ganglia: comparison with Huntington's and Parkinson's disease cases.”. Eur. J. Neurosci. 11 (2): 449—56. PMID 10051746. doi:10.1046/j.1460-9568.1999.00453.x.
- Sato KZ; Fujii T; Watanabe Y;  . (1999). „Diversity of mRNA expression for muscarinic acetylcholine receptor subtypes and neuronal nicotinic acetylcholine receptor subunits in human mononuclear leukocytes and leukemic cell lines.”. Neurosci. Lett. 266 (1): 17—20. PMID 10336173. doi:10.1016/S0304-3940(99)00259-1.
- Budd DC, McDonald JE, Tobin AB (2000). „Phosphorylation and regulation of a Gq/11-coupled receptor by casein kinase 1alpha.”. J. Biol. Chem. 275 (26): 19667—75. PMID 10777483. doi:10.1074/jbc.M000492200.
- Keith Parker; Laurence Brunton; Goodman, Louis Sanford; Lazo, John S.; Gilman, Alfred (2006). Goodman & Gilman's the pharmacological basis of therapeutics (11th изд.). New York: McGraw-Hill. стр. 185.  0-07-142280-3.
- Rang HP, Dale MM, Ritter JM, Moore PK (2003). „Ch. 10”. Pharmacology (5th изд.). Elsevier Churchill Livingstone. стр. 139.  0-443-07145-4.

## Spoljašnje veze
- „Acetylcholine receptors (muscarinic): M3”. IUPHAR Database of Receptors and Ion Channels. International Union of Basic and Clinical Pharmacology. Архивирано из оригинала 03. 11. 2013. г.